# Цейдлер Володимир Петрович
Цейдлер Володимир Петрович (*1857 — †8 листопада 1914, Санкт-Петербург) — російський архітектор, академік архітектури, автор проектів більше 30 будівель в Санкт-Петербурзі та інших містах.

## Біографія
Колезький радник, з 1898 року — професор архітектури, проживав на теперішньому Чернишовому перевулку, будинок 14.
В 1901 році — академік архітектури Головного управління сб. и каз. прод. пит.
В 1909 році — помічник завідувача будівельної частини головного Управління неокл. сб. и каз. прод. пит.; член господарчо-технічного комітету Імпереторської людинолюбської спілки. Власник села Великі Кемари (зараз Перевозьський район) Нижньогородської губернії. Один з будівельників Новодівичого монастиря в Санкт-Петербурзі.
Працював у Нижньому Новгороді старшим виконавцем робіт при будівельному управлінні.
В 1912 одружився з Пиленко Єлизаветою Дмитрівною, дочкою генерала Дмитра Васильовича Пиленка, колишнього начальника Чорноморського військового округу.
Похований на Новодівичому кладовищі в Санкт-Петербурзі, ділянка 10 (по плану 1885). Надгробок не зберігся.

## Проекти

### Санкт-Петербург
- 1884 — Церква пророка Ілії на Новодівичому кладовищі (разом з Л. Н. Бенуа), 9 доріжка (нині втрачена).
- 1895 — Церква преподобного Ісідора Пелусіота у Воскресенському Новодівичому монастирі (Ісідорівська дзвіниця, разом з Л. Н. Бенуа), нині втрачена.
- 1898–1900 — прибутковий будинок Е. Г. Шведерського, Каменеострівський пр. 32-Б (В. Пушкарская вул. 47).
- 1899 — перебудований прибутковий будинок Іллічівської (права частина), Ризький проспект, 12.
- 1900–1901 — прибутковий будинок А. А. Стенбок-Фермора, наб. Макарова 12.
- 1902 — Будинок Капніста, Галерна вулиця, 51.[2]
- 1903 — прибутковий будинок А. І. Цехової, Каменеострівський пр. 8.
- 1904 — прибутковий будинок Е. Г. Шведерского, В. Пушкарская вул. 45.
- 1904 — Павільйон і трибуни іподрому Організації заохочення рисистого конярства. Під'їзний пер., 12 (не збереглися).
- 1906 — пам'ятник К. К. Гроту (один з авторів) (проспект Шаумяна, 44).
- 1910–1911 — перебудова будинку А. І. Глуховського — Санкт-Петербурзький приватний комерційний банк. Невський проспект, будинок 1.
- 1913–1914 — будинок Вищих жіночих Бестужевських курсів, Середній проспект В. О., будинок 41/43 (зараз — хімічний факультет СПбГУ).
- будівля у Троїцькому провулку (тепер вулиця Рубінштейна, 16/6)
- Церква блаженого великого князя Олександра Невського при Охтинському механікотехнічному училищі
- Церква Благовіщення Пресвятої Богородиці при Головному управлінні державними ощадними касами
- Церква рівноапостольної Марії Магдалини при Олександро-Маріїнському училищі сліпих.

### Нижній Новгород
- 1894–1896 — Музичний павільйон на Всеросійській торгово-промисловій та художній виставці.
- 1896 — будівля Волзько-Камського банка, вул. Маяковського-Рождєствєнська, 27.
- 1899–1903 — будівля Міської Думи, вул. Велика Покровська, 1.

## Москва
- лікарня при губернській в'язниці, вул. Малі Каменярі.
- Велика Нікітська вулиця № 31/15 — прибуткові будинки (1901–1903, архітектори Микола Струков, В. П. Цейдлер)

## Анапа
- Осіївська церкова.
- бюст Д. В. Пиленка в селі Джеметі.
- будинок Пиленка в селі Джеметі.